# Amazone moderne
Pour plus de détails, voir Fiche technique et Distribution.
Amazone moderne (The Bride Wore Boots) est un film américain d'Irving Pichel sorti en 1946. 

## Synopsis
Sally Warren dirige une ferme équestre mais son mari Jeff a une aversion et une peur des chevaux. Il est un historien et conférencier de la guerre civile, ce qui ennuie Sally mais est très populaire auprès des dames locales qui se font appeler les Mason-Dixon Dames.
Comme cadeau de Noël, Jeff essaie de faire plaisir à sa femme en lui achetant un cheval appelé Albert, mais son entraîneur de chevaux Lance Gale, un vieux beau, insulte Jeff sur le type de cheval qu'il a choisi. Sally achète à son tour à Jeff un bureau qui appartenait à Jefferson Davis , mais les Dames prétendent que c'est un faux et l'une d'elles, Mary Lou Medford, fait une passe à Jeff.
La prochaine fois que Sally surprend la même femme en train d'embrasser Jeff, elle le poursuit en divorce. Jeff finit par embaucher Mary Lou comme secrétaire. Pour déplaire à sa femme, Jeff inscrit également Albert dans la grande course de steeple de la Virginia Cup que Sally a toujours rêvé de gagner.
Le jockey d'Albert est jeté, alors Jeff saute en selle à contrecœur. Il est éjecté à plusieurs reprises en essayant en vain d'attraper le cheval de Lance dans la course. Mais son effort impressionne Sally, qui se réconcilie avec Jeff à l'arrivée.

## Fiche technique
- Titre : Amazone moderne
- Titre original : The Bride Wore Boots
- Réalisation : Irving Pichel, assisté d'Oscar Rudolph
- Scénario : Dwight Mitchell Wiley d'après une pièce de Harry Segall et une histoire de Dwight Mitchell Wiley
- Production : Seton I. Miller
- Société de production : Paramount Pictures
- Musique : Friedrich Hollaender
- Photographie : Stuart Thompson
- Montage : Ellsworth Hoagland
- Direction artistique : Hans Dreier et John Meehan
- Décorateur de plateau : Sam Comer et Jerry Welch
- Costumes : Edith Head
- Pays de production : États-Unis
- Langue : anglais
- Société de distribution : Paramount Pictures
- Format : Noir et blanc - Son : Mono (Western Electric Recording)
- Genre : Comédie romantique
- Durée : 85 minutes
- Dates de sortie : 
  - États-Unis 8 mai 1946 première à Raleigh, Caroline du Nord
  - États-Unis : 5 juin 1946 New York

## Distribution
- Barbara Stanwyck : Sally Warren
- Robert Cummings : Jeff Warren
- Diana Lynn : Mary Lou Medford
- Patric Knowles : Lance Gale
- Peggy Wood : Grace Apley
- Robert Benchley : Oncle Todd Warren
- Willie Best : Joe
- Natalie Wood : Carol Warren
- Gregory Marshall : Johnnie Warren
- Mary Young : Janet Doughton

Actrices non créditées
- Myrtle Anderson : Florence
- Mae Busch : Une femme
- Catherine Craig : Mme Medford
- Gertrude Hoffmann : Mme Harvey